# NGC 2684
NGC 2684 ist eine Spiralgalaxie vom Hubble-Typ Sc im Sternbild Großer Bär. Sie ist schätzungsweise 130 Millionen Lichtjahre von der Milchstraße entfernt und hat einen Durchmesser von etwa 35.000 Lj.
Im selben Himmelsareal befinden sich die Galaxien NGC 2686, NGC 2687 und NGC 2688.
Das Objekt wurde am 9. März 1788 von dem deutsch-britischen Astronomen Wilhelm Herschel entdeckt.